# Sempervivum sosnowskyi
Sempervivum sosnowskyi ist eine Pflanzenart aus der Gattung der Hauswurzen (Sempervivum) in der Familie der Dickblattgewächse (Crassulaceae).

## Beschreibung

### Vegetative Merkmale
Sempervivum sosnowskyi wächst als schlanke, verlängerte Rosettenpflanze mit einem Durchmesser von 10 bis 12 Zentimeter (selten bis zu 15 Zentimeter). Die länglich spateligen, im oberen Drittel kurz und allmählich spitz zulaufenden Laubblätter sind kahl und kurz bewimpert. Die Spitze ist rötlich. Die Blattspreite ist 60 bis 80 Millimeter lang und 15 bis 25 Millimeter breit.

### Generative Merkmale
Der dicht beblätterte, kaum und kurz flaumhaarige Blütentrieb erreicht eine Länge von 30 bis 40 Zentimeter und einen Durchmesser von 15 Millimeter. Er trägt zungenförmige, an der Basis herzförmige Blätter, die etwas länger und breiter als diejenigen der Blattrosette sind. Der kompakt ebensträußige Blütenstand besteht aus gabeligen Wickeln und für gewöhnlich mehreren, kleinen, axillären Wickeln. Die kurz gestielten, 14- bis 16-zähligen Blüten weisen einen Durchmesser von 3 bis 3,5 Zentimeter auf. Ihre länglich eiförmigen, stumpfen, innen kahlen Kronblätter sind an den Spitzen rötlich. Die linealisch-lanzettlichen Kelchblätter sind grünlich gelb, besitzen in der Mitte einen grünen Streifen und sind an ihrer Basis fliederfarben. Die Staubfäden sind fliederfarben, die kahlen Staubbeutel gelb. Die Nektarschüppchen sind quer länglich.

## Systematik und Verbreitung
Sempervivum sosnowskyi ist in Georgien verbreitet.
Die Erstbeschreibung durch S. Yakovlevna Ter-Chatschaturova wurde 1947 veröffentlicht.

## Nachweise